# Le Déserteur (opéra)
Pour les articles homonymes, voir Le Déserteur.
Versions successives
- 1er avril 1790, Théâtre-Italien
- 28 juillet 1802, théâtre Feydeau
- 30 octobre 1843, Opéra-Comique
(nouvelle orchestration d'Adolphe Adam)
- 22 septembre 1873, théâtre de l'Athénée

Personnages
- Alexis, soldat de milice (baryton)
- Louise, sa fiancée  (soprano)
- Jean-Louis, fermier, père de Louise  (ténor)
- Bertrand, cousin de Louise  (ténor)
- La tante, mère de Bertrand (mezzo-soprano)
- Montauciel, dragon (ténor)
- Courchemin, brigadier de maréchaussée (basse)
- Jeannette, jeune paysanne   (soprano)
- Le geôlier (baryton ou basse)
- Trois gardes (ténors et baryton)

Le Déserteur est un opéra-comique (« drame en prose mêlé de musique ») en trois actes et quatre tableaux de Pierre-Alexandre Monsigny, sur un livret de  Michel-Jean Sedaine, créé le 6 mars 1769 à l'Hôtel de Bourgogne par la troupe de la Comédie-Italienne.

## Historique
Inspirée d'un fait divers récent (survenu en 1767 devant Louis XV), l’œuvre mêle pour la première fois dans ce genre théâtral tragédie et vaudeville. Créée en présence notamment des ducs d'Orléans et de Chartres, elle connaît un succès immédiat et restera au répertoire de l'Opéra-Comique jusqu'au début du XXe siècle. Elle est ainsi reprise le 1er avril 1790 au Théâtre-Italien (salle Favart) avec Jean Elleviou dans le rôle d'Alexis, le  28 juillet 1802 au théâtre Feydeau et le 30 octobre 1843 à l'Opéra-Comique (salle Favart) dans une nouvelle orchestration d'Adolphe Adam, sous l'appellation « opéra-comique ». La dernière représentation y a lieu le 26 octobre 1911.

## Distribution de la création
| Rôles                                 | Tessitures        | Créateurs (Hôtel de Bourgogne, 6 mars 1769) |
| ------------------------------------- | ----------------- | ------------------------------------------- |
| Alexis, soldat de milice              | baryton           | Joseph Caillot                              |
| Louise, sa fiancée                    | soprano           | Marie-Thérèse Laruette                      |
| Jean-Louis, fermier, père de Louise   | baryton           | Jean-Louis Laruette                         |
| Bertrand, cousin de Louise            | ténor             | Antoine Trial                               |
| La tante, mère de Bertrand            | mezzo-soprano     | Mme Bénard                                  |
| Montauciel, dragon                    | ténor             | Clairval                                    |
| Courchemin, brigadier de maréchaussée | basse             | Nainville                                   |
| Jeannette, jeune paysanne             | soprano           | Mme Beaupré                                 |
| Le geôlier                            | baryton ou basse  | Dehesse                                     |
| Trois gardes                          | ténors et baryton | ténors et baryton                           |
| Paysans, paysannes, soldats           | chœur             | chœur                                       |

## Argument
L'action se situe en France à quelques lieues de la frontière avec la Flandre où campe l'armée française.

### Acte I
Un lieu champêtre

### Acte II
Une prison

### Acte III
Premier tableaula prison
Second tableauune place devant la prison

## Numéros musicaux
- Ouverture

Acte I
- no 1 Ariette – Louise
- no 2 Chansonnette – Jeannette
- no 3 Air – Alexis
- no 4 Marche de la noce
- no 5 Duo – Alexis, Jeannette
- no 6 Récitatif – Alexis
- no 7 Air et finale – Alexis, Courchemin, les gardes

Acte II
- no 8 Entr'acte
- no 9 Air – Alexis
- no 10 Air – Montauciel
- no 11 Duo – Louise, Alexis
- no 12 Romance – Louise
- no 13 Trio – Louise, Alexis, Jean-Louis
- no 14 Couplets – Bertrand
- no 15 Couplets – Montauciel
- no 16 Duo – Bertrand, Montauciel

Acte III
Premier tableau
- no 17 Entr'acte
- no 18 Air – Montauciel
- no 19 Air – Alexis
- no 20 Air – Courchemin, Montauciel, le geôlier
- no 21 Air – Alexis
- no 22 Air – Alexis
- no 23 – Récitatif et chœur – Louise, chœur

Second tableau
- no 24 Ensemble final – Louise, Jeannette, la tante, Alexis, Jean-Louis, Bertrand, Montauciel, Courchemin, chœur

## Citations
« Si j'écoute le plus grand nombre de nos juges, ils me diront presque tous que le Déserteur est une espèce de monstre dramatique et que ce mélange du tragique et du comique est barbare ; mais je ne déciderai pas aussi vite qu'eux une question aussi importante. Et, d'abord, à ne consulter que le grand modèle, la nature, je vois qu'elle fait toujours comme Sedaine dans son Déserteur, qu'elle mêle constamment la tragédie avec la comédie, qu'elle offre rarement une scène pathétique ou terrible sans mettre à côté quelque chose de risible. »

— Baron de Grimm, Correspondance littéraire, philosophique et critique

## Sources
- Frédéric Robert, Le Déserteur in Dictionnaire de la musique en France aux XVIIe et XVIIIe siècles, Fayard, Paris, 1992  (ISBN 978-2-213-028248)
- Raphaëlle Legrand, Nicole Wild, Regards sur l'Opéra-Comique : Trois siècles de vie théâtrale, coll. « Sciences de la musique », CNRS éditions, Paris, 2002.  (ISBN 2-271-05885-6).
- Nicole Wild, David Charlton, Théâtre de l'Opéra-Comique, Paris : Répertoire 1762-1972, coll. Musique/musicologie, Mardaga, Liège, 2005  (ISBN 2-87009-898-7).